# Brauhaase
Brauhaase ist ein international tätiger deutscher Brauereikonzern der zur Anheuser-Busch InBev Gruppe gehört.

## Geschichte
Die Brauerei wurde 1858 in Breslau von Eduard Haase unter dem Namen E. Haase Lagerbier-Brauerei gegründet und war damals die größte Brauerei Schlesiens. 1896 übernahm sein Sohn Georg Haase, späterer Vizepräsident des Deutschen Brauer-Bundes, Ehrenmitglied der Versuchs- und Lehranstalt für Brauerei in Berlin und Aufsichtsratsmitglied der Schultheiß-Patzenhofer Brauerei AG, das Familienunternehmen. Er erweiterte die Brauerei in Breslau um eine weitere in Sybillenort (Szczodre). Ab 1904 wurde die Brauerei für die Dauer von zwölf Jahren für jährlich 32.000 Mark verpachtet. 1920 schied Georg Haase aus dem Vorstand der Brauerei aus, blieb aber bis zu seinem Tod Vorsitzender des Aufsichtsrats. Nach seinem Tod leitete ab 1931 bis zur Enteignung 1945 sein Sohn Eduard Haase die Brauerei in Breslau. Nach 1945 zog die Brauerei von Breslau nach Hamburg und wurde dort am 18. August 1949 neu ins Handelsregister eingetragen. Brauhaase braute zunächst für etwa 15 Jahre kein Bier.
1966 ging die Haase-Brauerei GmbH unter Leitung des Brauerei-Ingenieurs Joachim Haase ein erstes Joint Venture mit der SA Brasserie BB Lomé in Togo (Westafrika) ein und errichtete dort eine schlüsselfertige Brauerei mit komplettem Management. Damit wurde das Unternehmen zu einem Beratungs- und Planungsbüro für Brauereien. 1989 wurde das Unternehmen umbenannt in Brauhaase International Management GmbH. 2008 wurde Brauhaase aufgespalten und spaltete einen Teil des Unternehmens auf die Herforder Brauerei ab. Nach Verlusten über mehrere Jahre erwirtschaftete Brauhaase ab 2015 wieder Gewinne, bspw. 2015 etwa 3 Mio. Euro sowie 2018 knapp 13 Mio. Euro. Die Bilanzsumme lag 2018 bei 57,1 Mio. Euro und 2021 nur noch bei etwa 37 Mio. Euro.

## Produkte

### Brauereien
Brauhaase errichtet und betreibt Brauereien weltweit in über 20 Ländern. Zum einen werden Brauereien im Auftrag schlüsselfertig und „alles aus einer Hand“ gebaut und dem Auftraggeber komplett übergeben, zum anderen werden die Brauereien nach Fertigstellung auch komplett ins Management von Brauhaase übernommen. Das Geschäftsfeld umfasst dabei Planung, Projektierung, Marktforschung, Marketing und Produktentwicklung. Ebenfalls übernimmt das Unternehmen die komplette Logistik und die Auswahl und Ausbildung des Personals vor Ort.
Diese Brauereien befinden sich unter anderem in:
- Deutschland
- Togo
- Seychellen
- Gambia (Banjul Breweries)
- St. Vincent
- Antigua
- Samoa
- Solomon Island
- Volksrepublik China
- Südamerika
- Thailand
- Macau
- Hongkong

Kooperations- und Geschäftspartner der Brauhaase sind unter anderem:
- Gabe Rawd Brauerei, Bangkok, Thailand
- B.G.I., Niamey, Niger
- Cölner Hofbräu Brauerei, Köln, Deutschland
- Henninger Brauerei, Frankfurt am Main, Deutschland
- Saigon Beer Co., Ho-Chi-Minh-Stadt, Vietnam

### Getränke
Hauptgeschäftsfeld von Brauhaase ist die Produktion von Getränken. Jährlich werden etwa sechs Millionen Hektoliter Bier und etwa eine Million Hektoliter alkoholfreie Getränke erzeugt.
Folgende Marken wurden von Brauhaase entwickelt:
- Steuben Prämium
- Baobab Lager
- BB Lager
- BB Pilsner
- Awooyo Malzgetränk
- Seybrew
- Julbrew Lager
- Hairoun Lager
- Wadadli
- Vailima
- Solbrew

Brauhaase braut ebenfalls verschiedene Getränke unter Lizenz wie z. B. von der Kulmbacher Brauerei, Guinness, Vitamalz-Verbund, Coca-Cola, Olympia Brewing Company und Vimto Soft Drinks Ltd.